# Jakelić
Jakelić je hrvatsko prezime.
Podaci o brojnosti i rasprostranjenosti prezimena na području Hrvatske iz popisa stanovništva 1948. pokazuju da je prezime Jakelić izvorno s područja Zagore, gdje je najbrojnije:
- Pakovo Selo (Drniš)       - 126 osoba u 26 domaćinstava
- Podosoje (Vrlika)         -  46 osoba u   9 domaćinstava
- Sitno Donje (Šibenik)     -  44 osobe u   7 domaćinstava
- Prugovo (Split)           -  36 osoba u   6 domaćinstava.

Na drugim područjima tada se pojavljuju samo pojedinačno, a danas ih ima svugdje.

Prema do sada poznatim podacima, prezime Jakelić nije poznato ni prije ni za vrijeme Turaka.

Činjenica je da se ne nalazi u matičnoj knjizi župa Zmina/Muć fra Bone Biloglava (Caputalbum id est Biloglav, kako je napisao), koji je nakon odlaska Turaka djelovao na širem području Zagore od 1679. – 1686. godine.

Prvi do sada poznati dokument o prezimenu Jakelić 

ipak nije vezan uz taj kraj Zagore, već uz naselje Kučiće, 12 km uzvodno od ušća Cetina kod Omiša. U radu dr. don Slavka Kovačića: Prezimena kojih je u Kučićima nekad bilo pa nestalo (www.kucice.hr), navodi se da su Jakelići doselili se u Kučiće 1686. godine i da su tamo živjeli barem do 1691., jer je zapisano da je te godine kršten mali Bože sin Bože Jakelića. To je jedini sačuvani podatak o tamaošnjim Jakelićima. Poslije ih tamo nema.

Na području Vrlika Jakelići se javljaju od 1688. godine. U Matičnoj knjizi rođenih od 1688. – 1691. i 1718. – 1720. (https://familysearch.org) već 1688. Dorotea Jacheglich tri puta bila je kuma, 10.01.1690. rođen je Ivan sin Ilije i Luce Jakelić. a 10.02.1690. rođena je Stana kći Petra i Doroteje Jakelić. Godine 1719. rođena je Manda kći Martina i Luce Jakelić i Patar sin Jakova i Cvite Jakelić.

U Podosoje kod Vrlike 1692. u zemljišniku se spominje Nikola Jakelić, a 1710. ima ih 5 domaćinstava. ([http://www.HercegBosna.org Forum - Porijeklo prezimena i rodova.)
U Knin, u maticama župe sv. Jerolima (danas sv. Ante), nalazimo ove podatke:
- dana 19.04.1693. u crkvi sv. Jerolima kršten je Jure sin Jure Jakelić (Giacheglich) i njegove žene Kate, rođen 4. istoga mjeseca, kum bijaše Josip Ivanković (MKR Knin 1689. – 1701.);
- dana 29.10.1697. vjenčani su Jure Tadić (Thadich) i Jela kći Petra Jakelić (Jakeglich!) iz Vrlike, svjedoci Jure C(?)vijić i Grgo Samardžija (MKV Knin 1690. – 1701.).

Sljedeći poznati podaci o prezimenu Jakelić vezani su za Prugovo 1691. i 1701. godine:

1) 23.09.1691. napravljen je ncrt jedne zemlje u Prugovu koja se je nalazila između kuća Čipčić i Jakelić, Zorzi Giachelich (Arhiv sinjskog samostana, nacrt je izradio I.F.Barbieri, a vezan je uz podjelu zemlje providura Daniela Dolfina 1691. godine).

2) 05.07.1701. kršten je Ilija sin Jure Lozančića i Mande, a kum je bio Dujo Jakelić iz Prugova (Arhiv sinjskog samostana, ostaci matice za Prugovo i Broćanac fra Lovre Jazičića).

U mletačkim katastrima iz 1709. i 1711. godine nalazimo sljedeće podatke:

Na šibenskom katastarskom području iz 1709. prezime Jakelić istovremeno se nalazi u popisu sela Sitno Donje (Šibenik) i Pakovo Selo (Drniš).

U Sitnom Donjem su glavari obitelji (dva ogranka):

Jakelić Bartul

Jakelić Stipan.

U Pakovu Selu glavari obitelji su (dva ogranka):

Jakelić Bartul pk.Tome s 12 članova obitelji

Jakelić Jure pk.Ivana s 13 članova obitelji.

U starim maticama župe Mirlovići od 1698. – 1702., 1724.-dalje, u Pakovu Selu i Sitnom Donjem (koje je župi Mirlovići pripadalo do 1836.) Jakelići se javljaju od 1729. (Pakovo Selo), odnosno od 1732. (Sitno Donje), pa dalje redovito.

Godine 1726. prezime Jakeljić navodi se u selu Mezzanovi (Mecanovci), kojeg danas nema, a nalazilo se je na putu od Bribirske Mostine preko Plančnika prema Đevrske.

Sa šireg područja Livanjsko polje imamo ove podatke:

a) Godine 1768. u popisu prezimena za selo Golinjevo, na krajnjem jugu Livanskog polja, uz Buško jezero, nalazi se jedno domaćinstvo Jakelić od 9 članova, a kućedomaćin je Božo Jakeljević. Jakelića tamo ima i danas. Na upit o prezimenu Konte "Pavao B" kaže da su Konte prije bili Jakeljići. U MK vjenčanih za župu Vidoši 18o5. bilježi se vjenčanje Tadije Jakeljić-Konte iz Grgurići i Magdalene Kune iz Šuica.

b) Godine 1768. u popisu prezimena za selo Čelebić, na sjeveroistočnoj strani Livanjskog polja, podno Golija, navodi se prezime Jakelić.([http://www.Relax-Livno.com u radu: Livanjsko polje - župa Livno u 18. i 19. stoljeću).

Ovaj podatak dobro je povezati s Jakelićima u selu Podosoje kod Vrlike podno Svilaja, te da se na suprotnoj strani preko Peruča, na vletima Dinara nalaze lokaliteti nazvani po raznim rodovima, a istočno od Vagnja iznad Jankova brda, Jakelića dolac i Jakelića kuki. Nije li to trag doseljavanja Jakelića (i drugih) s područja Livna, preko Dinare u Vrliku, a odatle u splitsko i šibensko zaleđe?

Oblici pisanja prezimena:

Jacheglich - 1688. u MKR Vrlika

Giachelich - 1691. u Arhivu sinjskog samostana

Giacheglich - 1693. u MKR Knin 

Jakeghlich - 1697. u MKV Knin 

Giacheglich - 1709. i 1711. u mletačkim katastrima.

U matičnim knjigama župe Mirlovići (Pakovo Selo, a Sitno Donje do 1836.) nalazimo ove oblike:

Jacheglich - 1729.(MKV), 1732.(MKU), 1737. i 1738. (MKV)

Giacheglich - 1731.(MKV)

Jakeglich - 1773.(MKV).

U matičnim knjigama župe Visoka (), kojoj je Sitno Donje pripojeno 1836., prezime se javlja u sljedećim oblicima (do 1864. na talijanskom, a od 1865. na hrvatskom, pa se može pratiti transkripcija i oblikovanje prezimena):
- Jakelich - 1840.
- Jakeglia - 1861.
- Jakelja - 1861. – 1865.
- Jakeljić i Jakelić od 1867. dalje.

Današnji oblik - Jakelić u maticama prvi put se javlja 1876. pa 1885.

Od tada se oblici Jakeljić i Jakelić isprepliću, tako da danas mnogi imaju problema dok ne zatraže promjene upisa u matičnim knjigama i u osobnim ispravama, jer nitko ne kaže da je Jakeljić, već Jakelić.

Dodatak - uz Jakeliće iz Sitno Donje (Šibenik)

Kod jednog ogranka Jakelića iz Sitnog Donjeg u matičnim knjigama susrećemo nadimak Njavrka.

Prvi put ga susrećemo u Matičnoj knjizi rođenih župe Mirlovići 1824. – 1844.: Dana 28. srpnja 1832. je rođena, a krštena 5. kolovoza, Marija kći Mate Jakelić rečenog Njavrka (detto Gnavrka) i Ike Lučić, vjenčanih 10. studenog 1822. u župi Mirlovići, oboje iz Sitnog općine Drniš, kuma bijaše Luca Jakelić iz Sitnog. 
Godine 1837. u Unešiću je umrla Manda udova Mate Vukić (isprepliće se s Rajčić), stara 90 godina, kććer Ivanišević Petra i majke Perine Jakelić reč. Njavrka (Perina Jacheglich dto Gniavrca) (MKU/M-DAZD).
Podatak "Njavrka" susrećemo u operatu porezne procjene za Sitno Drniško iz 1844. godine, kada se u topografskom opisu nabrajaju skupine kuća (zaseoci) za to selo, pa se spominju Jakelići, Njavrke, Kunčići (Jacalie, Navierka, Kuncich) i drugi.
U izvodima iz katastarskog plana iz 1891. vidimo da se tereni gdje je izgrađena željeznička stanica Perković označeni kao Njavrka. Taj zaselak Jakelića nazvan je Njavrke po njihovom nadimku, a tako su u katastrima nazvani i tereni-zemlje koje su im pripadale. Kada i kako je taj nadimak nastao nije poznato.
Nadimak Njavrka u upisima u matične knjige napušten je već !890.-tih godina. Tako pri upisu u maticu rođenih 24.12.1892. Ivana Jakeljić sina Ante Jakeljić i Marije Kunčić nema dodatka Njavrka ne samo sinu Ivanu nego ni ocu Anti, premda mu je to upisano maticu vjenčanih 1882. godine.